# Corinto (Nicaragua)

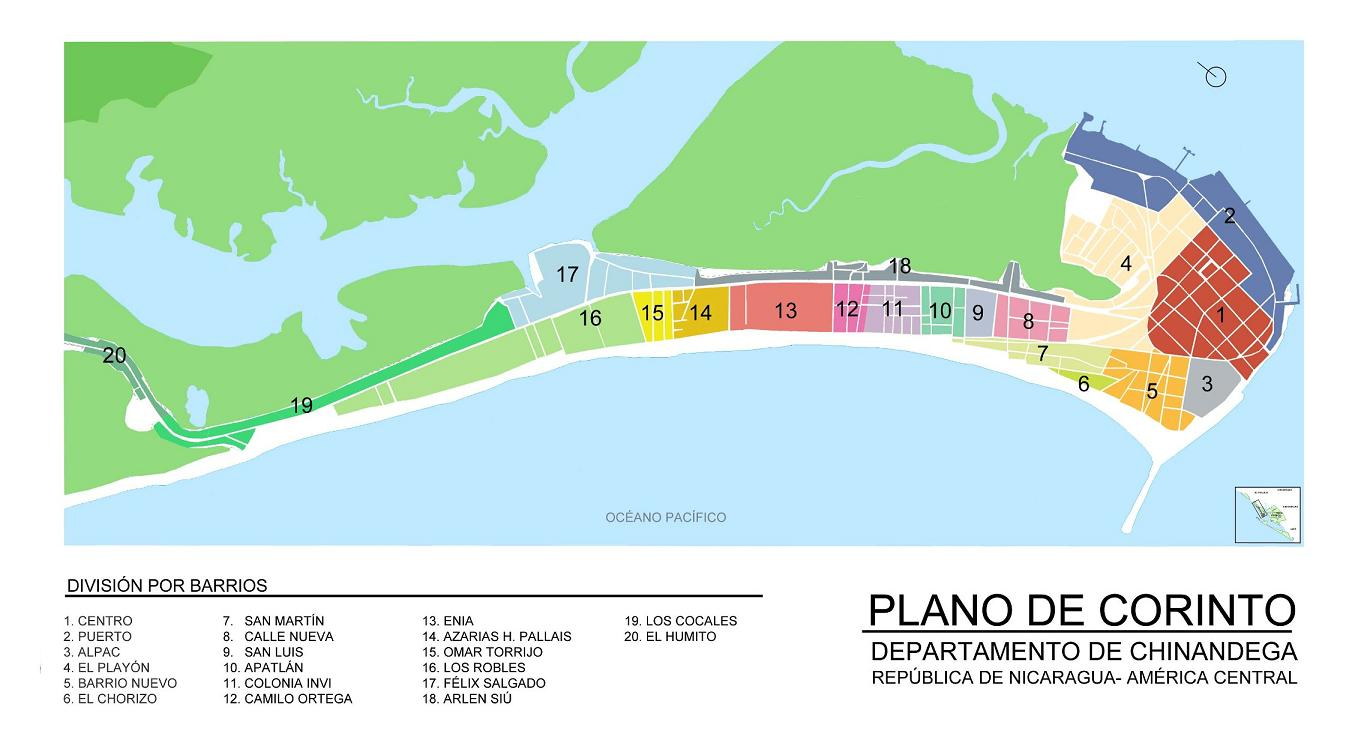
Een plattegrond van Corinto

Corinto is een havenstad in Nicaragua, in Midden-Amerika. Corinto ligt in het noordwestelijke departement Chinandega aan de Grote Oceaan. De stad is genoemd naar de Griekse stad Corinthe. De gemeente telde 18.200 inwoners in 2015, waarvan ongeveer 99 procent in urbaan gebied (área de residencia urbano) woont.

## Geschiedenis
Corinto werd gesticht in 1858 op een eiland voor de Baai van El Realejo om de haven van El Realejo te vervangen, die in een zeearm aan dezelfde baai ligt. Door de open ligging is de haven kwetsbaar voor aanvallen vanuit zee, en de stad werd dan ook meerdere malen aangevallen of bezet.
Nadat de Duitse diplomaat Paul Eisenstuck in 1876 in León door politiemensen was mishandeld eiste het Duitse Keizerrijk een schadevergoeding en bestraffing van de daders, wat door de Nicaraguaanse regering werd geweigerd. Uiteindelijk besloten de Duitsers de Kaiserliche Marine te sturen en nadat de marine in maart 1878 Corinto bezette gaf Nicaragua toe.
In april 1895 werd Corinto korte tijd door de Britse Royal Navy bezet vanwege onenigheid tussen Nicaragua en het Verenigd Koninkrijk over de terugbetaling van Nicaraguaanse schulden aan het Verenigd Koninkrijk.
Op 2 mei 1896 bezetten Amerikaanse mariniers Corinto om de Amerikaanse belangen in de haven te beschermen in een tijd van politieke onrusten.
In september 1911 raasde een orkaan over de stad waarbij 10 doden en 50 gewonden vielen. Dit was de vierde van de zes tropische cyclonen van het Atlantisch orkaanseizoen 1911. Circa 250 huizen werden vernield, hierbij een schade achterlatend van ongeveer $2 miljoen (1911 USD, $47 miljoen 2011 USD).
Om de Contra's te steunen werd de haven van Corinto begin jaren tachtig door de Amerikaanse Strijdkrachten met zeemijnen geblokkeerd. Op 10 oktober 1983 werd in de haven van Corinto bijna 15 miljoen liter brandstof opgeblazen, waarschijnlijk in opdracht van de CIA, waardoor de stad geëvacueerd moest worden.

## Geografie
De oppervlakte van Corinto bedraagt 71 km² en met een inwoneraantal van 18.200 heeft de gemeente een bevolkingsdichtheid van 258 inwoners per vierkante kilometer. Het is de laagst gelegen gemeente van het land: 2,44 meter boven de zeespiegel.

### Aangrenzende gemeenten
| Aangrenzende gemeenten | Aangrenzende gemeenten | Aangrenzende gemeenten | Aangrenzende gemeenten | Aangrenzende gemeenten |
| ---------------------- | ---------------------- | ---------------------- | ---------------------- | ---------------------- |
|                        |                        | El Realejo             |                        |                        |
|                        |                        |                        |                        |                        |
|                        | Chichigalpa            |                        |                        |                        |
|                        |                        |                        |                        |                        |
|                        |                        |                        |                        | León                   |

### Klimaat
Corinto heeft een tropisch savanneklimaat.

## Haven

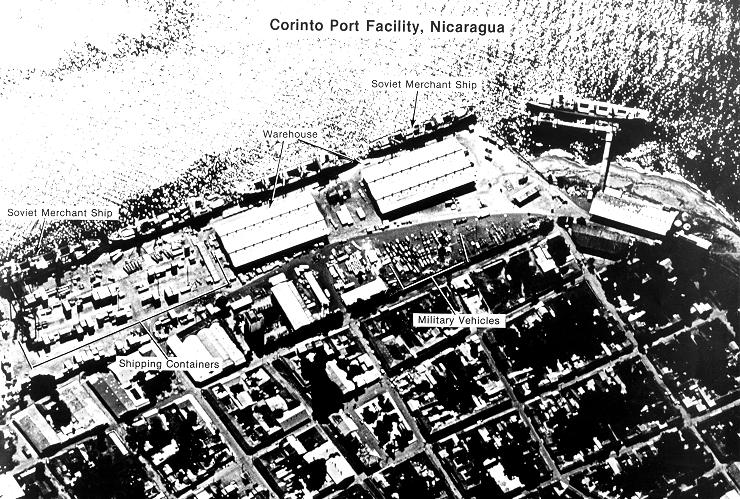
De haven, begin jaren tachtig

Corinto werd gebouwd op een eiland voor de baai van El Realejo. Het eiland werd door middel van een brug verbonden met het vasteland en voor het zware verkeer werd ten westen van de brug een opgehoogde weg in het water aangelegd. Omdat de haven van Corinto direct aan de Grote Oceaan ligt groeide deze al snel uit tot de belangrijkste haven van Nicaragua. De haven is geschikt voor de aan- en afvoer van bulkgoed, stukgoed, droge en natte massagoederen. De haven beschikt over een containerterminal en spooraansluiting op het spoorwegnet.

## Stedenbanden
Corinto heeft stedenbanden met:
- Bremen (Duitsland), sinds 1989
- Keulen (Duitsland), partnergemeente sinds 1988[9]
- Liverpool (Verenigd Koninkrijk)[10]
- Portland (Verenigde Staten)
- Rotterdam (Nederland), sinds 1986 (informeel)[11]